# Glemmtal

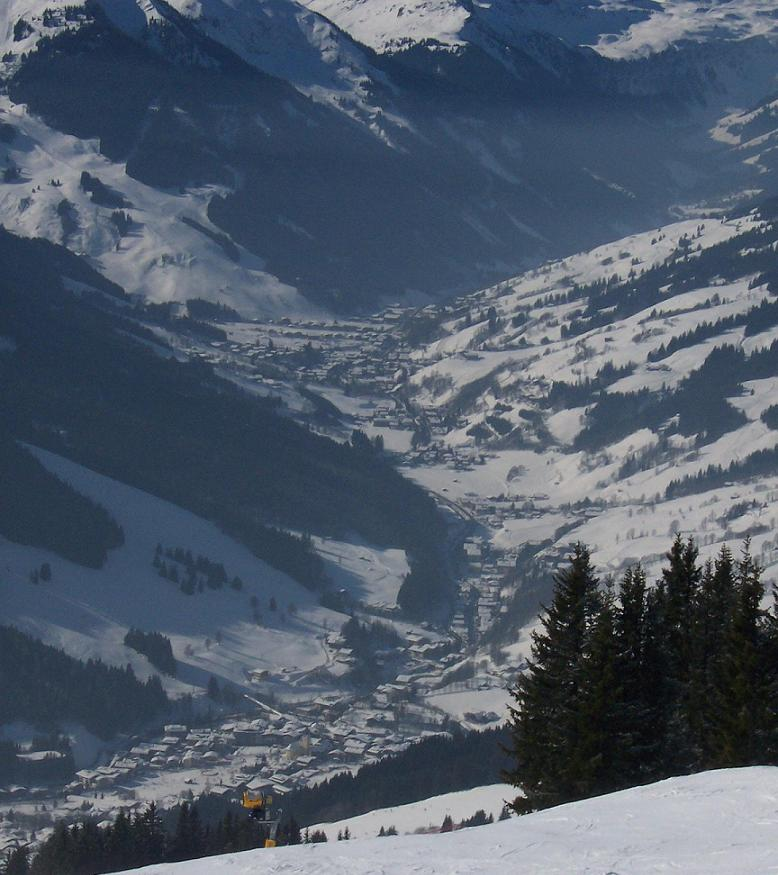
Glemmtal; vom Pründelkopf Richtung Westen mit den Ortsteilen Saalbach und Hinterglemm im Hintergrund

Das Glemmtal im österreichischen Bundesland Salzburg stellt den etwa 30 km langen Oberlauf der Saalach dar. Es gehört zum nördlichen Pinzgau und trennt die Kitzbüheler Alpen in Ost-West-Richtung. Sein Hauptort ist Saalbach im Bezirk Zell am See.
Die obersten 10 km des Tales werden vom Saalbach durchflossen, dessen größter Quellfluss Schwarzenbach in etwa 1800 m Seehöhe zwischen Geißstein, Tristkogel und Spieleckkogel entspringt. Nach Vereinigung mit einigen Bächen und den Wildwassern des Voglalpgrabens fließt er als Saalbach durch die Hinterglemm (Hinterglemmtal), von wo mehrere Sommer- und Winterrouten hinauf nach Norden zum Saalachtaler Höhenweg und nach Süden zum Pinzgauer Höhenweg führen. Bei der Einmündung des Schwarzachengrabens liegen einige Streusiedlungen und am südlichen Talboden das Karl-Renner-Haus der Naturfreunde.
Einige Kilometer talabwärts weitet sich das Tal und man kommt in das bekannte Schigebiet Saalbach-Hinterglemm und die Ortschaft Saalbach, ab wo der Saalbach ‚Saalach‘ genannt wird und das Tal Vorderglemmtal. Hier fließt von Norden der Spielbergbach zu und auch mehrere Sommer-Bergwanderwege nehmen hier ihren Ausgang, u. a. auf den Schattberg. Nun verläuft das Tal 15 km relativ gerade nach Osten. 
Bei Maishofen nördlich des Zeller Sees endet das Tal, die Saalach biegt nach Norden um, die Talung erweitert sich auf mehrere Kilometer Breite und bildet dann das Saalfeldener Becken rund um die Stadt Saalfelden.